# Kwemo Orozmani
Kwemo Orozmani (gruz. ქვემო ოროზმანი) – wieś w Gruzji, w regionie Dolna Kartlia, w gminie Dmanisi. W 2014 roku liczyła 361 mieszkańców.